# Joe Luga
Joe Luga (bürgerlich Joachim Gaul; * 26. März 1920 in Hamburg; † 7. Mai 2002 ebenda) war ein deutscher Sänger und Kabarettist.

## Leben
Der gebürtige Hamburger Joe Luga wuchs in Berlin auf und absolvierte eine Ausbildung zum Buchhändler. Sein künstlerisches Handwerk erlernte er u. a. bei Blandine Ebinger und Fritzi Massary. 1940 wurde Luga zur Wehrmacht eingezogen und kam 1942 zum Fronttheater Braune Bären, wo er als „Inge, die Dame vom Dienst“ vor Soldaten auftrat. Nach dem Zweiten Weltkrieg wirkte er zunächst in Berlin, gefördert von dem Kabarettisten und Komponisten Rudolf Nelson, und arbeitete dort mit bekannten Künstlerinnen wie Brigitte Mira und Helen Vita zusammen. Später stand er in Cuxhaven auf der Bühne, bevor er 1951 in Mannheim die Joe-Luga Bar eröffnete. Trotz seiner Homosexualität, aufgrund derer er während der Adenauer-Ära zweimal inhaftiert wurde, war Luga vier Jahre mit der Sängerin Valerie Antelmann verheiratet. 1962 kehrte er nach Hamburg zurück. Hier arbeitete Luga 18 Jahre lang in seinem erlernten Beruf und trat daneben regelmäßig an Kleinkunstbühnen auf. Luga war bekannt für seine Interpretationen von Chansons Friedrich Hollaenders und Rudolf Nelsons, wobei sich insbesondere das Hollaender-Chanson Ich bin das Nachtgespenst beim Publikum besonderer Beliebtheit erfreute.
Selten wirkte Joe Luga vor der Kamera, so in der Serie Zwei himmlische Töchter mit Iris Berben und Ingrid Steeger in den Titelrollen. Nach seinem Tod war er in der Dokumentation Rosa von Praunheims Tote Schwule – Lebende Lesben zu sehen.
Unter dem Titel „So bin ich: Bekenntnisse von Inge und Joe“ veröffentlichte Joe Luga im Jahr 2000 seine Autobiographie. Er starb 82-jährig im Hamburger Krankenhaus St. Georg. Joe Luga wurde in einem anonymen Urnengrab auf dem Hamburger Friedhof Öjendorf beigesetzt.

## Filmografie
- 1977: Ein Sommernachtsball
- 1978: Zwei himmlische Töchter
- 1978: Die Gimmicks
- 1979: Tortur mit Torte – Wie macht man Klimbim und anderen Tingeltangel
- 2008: Tote Schwule – Lebende Lesben

## Diskografie
- 1976: Mir geht’s gut
- 1976: Chansons von Friedrich Hollaender, Rudolf Nelson, Ralph Benatzky u. a.
- 1995: …ich liebe Chansons
- 2000: Joe Luga – So bin ich! Heiter, frech, besinnlich!

## Veröffentlichungen
- 2000: So bin ich – Bekenntnisse von Inge und Joe, Himmelstürmer Verlag, Hamburg, ISBN 3-934825-00-1.